# Panamerikanska mästerskapet i fotboll
Panamerikanska mästerskapet i fotboll var en fotbollsturnering som organiserades av Panamerican Football Confederation och spelades fart fjärde år mellan 1952 och 1960. Då sydamerikanska mästerskapet på den tiden var begränsat till Sydamerika, var panamerikanska mästerskapet ett försök att spela ett mästerskap för hela Amerika.

## Resultat
| År   | Värdnation | Vinnare   | Tvåa      | Trea       | Fyra       |
| ---- | ---------- | --------- | --------- | ---------- | ---------- |
| 1952 | Chile      | Brasilien | Chile     | Uruguay    | Peru       |
| 1956 | Mexiko     | Brasilien | Argentina | Costa Rica | Peru       |
| 1960 | Costa Rica | Argentina | Brasilien | Mexiko     | Costa Rica |

## Prestationer efter lag
| Lag        | Förstaplatser | Andraplatser | Trdjeplatser | Fjärdeplatser |
| ---------- | ------------- | ------------ | ------------ | ------------- |
| Brasilien  | 2             | 1            | 0            | 0             |
| Argentina  | 1             | 1            | 0            | 0             |
| Chile      | 0             | 1            | 0            | 0             |
| Costa Rica | 0             | 0            | 1            | 1             |
| Mexiko     | 0             | 0            | 1            | 0             |
| Uruguay    | 0             | 0            | 1            | 0             |
| Peru       | 0             | 0            | 0            | 2             |